# Vertriebenendenkmal in den Vereinigten Staaten
Das einzige Vertriebenendenkmal in den Vereinigten Staaten erinnert an die Donauschwaben. Es steht im Denkmalgarten des Deutsch-Amerikanischen Kulturzentrums der Donauschwaben in Olmsted Falls, Ohio.
Das Hauptdenkmal ist der Gedenkstein (1990):
„Donauschwaben. Zum Gedenken unserer Toten in der alten und neuen Heimat.“

„Zum Gedenken der Opfer der Kriege und der Unschuldigen, die ihr Leben lassen mussten nur weil sie Deutsche waren – auf der Flucht, in den Lagern: Valpovo, Molidorf, Gakowo, Jarek, Mitrovica, Krndija, Rudolfsgnad, Kruschiwl u. a. sowie in der Baragan und in Russland.“